# Nancy Rotich
Nancy Rotich (ur. po 1990) – ugandyjska lekkoatletka, biegaczka długodystansowa. 
Złota medalistka mistrzostw kraju.

## Rekordy życiowe
- Bieg maratoński – 2:36:27 (2012) rekord Ugandy